# 清水岳
清水 岳（しみず がく、1998年11月22日 - ）は、ジャパンラグビーリーグワントヨタヴェルブリッツに所属するラグビー選手。

## プロフィール
- 大阪府出身[1]。
- ポジションはプロップ(PR)。
- 身長 174 cm、体重 108 kg

## 略歴
2017年、大阪桐蔭高校卒業後、帝京大学に入る。なお大阪桐蔭高校時代、高校日本代表に選ばれたことがある。
2021年、帝京大学卒業後、トヨタ自動車ヴェルブリッツ(現・トヨタヴェルブリッツ)に加入。
2022年1月16日に行われたJAPAN RUGBY LEAGUE ONE第1節東京サントリーサンゴリアス戦にて途中出場で公式戦初出場を果たした。